# Laconi
Laconi (sardinski: Làconi) je grad i općina (comune) u pokrajini Oristanu u regiji Sardiniji, Italija. Nalazi se na nadmorskoj visini od 555 metara i ima 1 878 stanovnika.
 Prostire se na 124,75 km². Gustoća naseljenosti je 15 st/km².
Susjedne općine su: Aritzo, Asuni, Gadoni, Genoni, Isili, Meana Sardo, Nuragus, Nurallao, Nureci, Samugheo, Senis i Villanova Tulo.